# Orion (RAZZ MA TAZZの曲)
「Orion」（オリオン）は、1996年10月23日にフォーライフ・レコードから発売されたRAZZ MA TAZZの8枚目のシングル。

## 概要
「MERRY-GO-ROUND」リリースから6ヶ月後に発売された同曲は、フェニックス「クオリティー編」CMソングに選ばれた。
アルバム「Dialogue」ではシングルバージョンとは別でミキシングされて収録されている。

## 収録曲
（全作詞・作曲：RAZZ MA TAZZ／編曲：今井裕,RAZZ MA TAZZ）
1. Orion [4:54]
2. MOUNTAIN CHRISTMAS [4:11]
3. Orion（Instrumental） [4:52]